# Músculo extensor longo dos dedos
O músculo extensor longo dos dedos é um músculoanterior da perna.
Dito semipeniforme por apresentar